# Austin Mardon

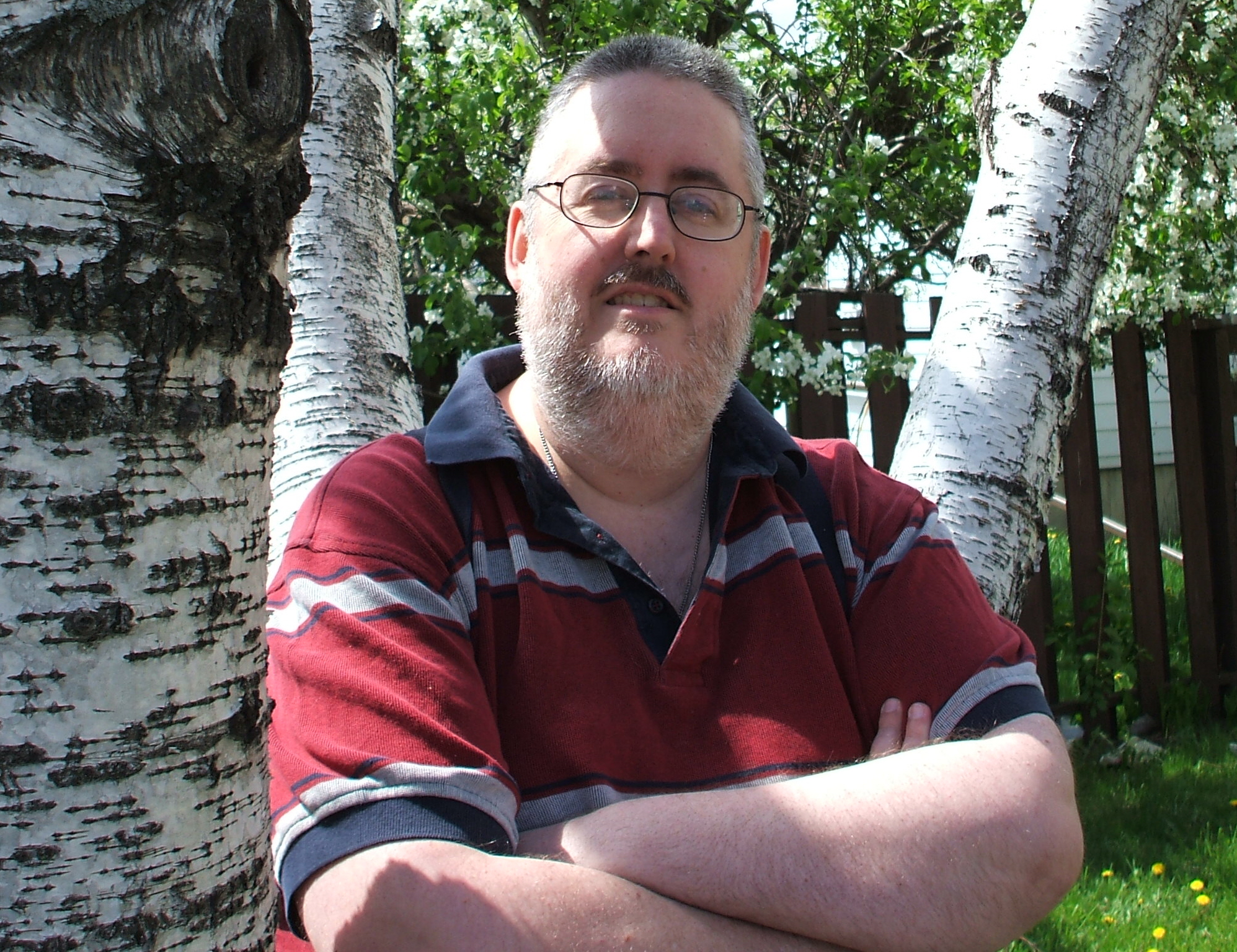
Austin Mardon em 2006

Austin Albert Mardon, CM Ph. D. (nascido em 25 de junho de 1962) é um autor de vários livros, líder comunitário e advoga a favor de pessoas com necessidades especiais. Ele é professor adjunto no Centro de Ética em Saúde John Dossetor da Universidade de Alberta. Em meados da década de 80, ele fundou, e ainda hoje dirige, o Instituto Antártico do Canadá, uma entidade sem fins lucrativos, com sede em Edmonton, capital de Alberta. Atualmente ele é casado com a advogada e ativista Catherine Mardon, e foi co-autor de vários livros com ela.

## Biografia

### História Da Família
O avô paterno de Mardon, Austin Mardon, frequentou a Universidade de Cambridge antes de se tornar um professor de História Clássica Comparativa. Com sua esposa, Marie, o avô de Mardon adquiriu o Castelo Ardross, na Escócia, que permaneceu com a família de Mardon até 1983.

### Primeiros Anos
Mardon nasceu em Edmonton, Alberta, em maio de 1962, filho de May e  Ernest George Mardon. O Dr. Mardon cresceu em Lethbridge e atualmente reside na cidade de Edmonton.
Dr. Mardon foi uma criança de saúde frágil. Ele passou muitos invernos no Havaí com sua mãe  e irmã. Ele era considerado um pouco geek, e ganhou um prêmio na feira de ciências da escola. Foi vítima de bullying no ensino fundamental e médio, e o assédio continuou com menos força na universidade, mas aí o estrago já havia sido feito. Em sua adolescência, ele viveu por um tempo na Escócia, e frequentou a Universidade de Grenoble, onde ele foi aceito como um igual e começou a praticar rugby. A experiência também permitiu-lhe começar a expandir o seu conhecimento de mundo e modos de vida, e a trocar ideias com outros estudantes internacionais.
Uma vez que sua uma família era de acadêmicos, o Dr. Mardon trabalhou duro para viver de acordo com esta herança, mas, enquanto estava na faculdade, ele falhou em todas as matérias, exceto a geografia. Tomando isto como um sinal, ele decidiu dedicar-se exclusivamente à geografia e um de seus professores o descreveu como uma pessoa esforçada - "tendo grande dificuldade no início, mas depois se destaca na sua área." Ele também serviu nas Reservas Primárias Canadenses, tendo seu treinamento básico na Base das Forças Armadas do Canadá e Dundurn, Saskatchewan.

### Ensino
Dr. Mardon formou-se em 1985, com especialização em geografia cultural na Universidade de Lethbridge. Ele tornou-se estudante de pós-graduação na Universidade do Estado da Dakota do Sul, onde também cursou Programa de Estudos Espaciais. Fez mestrado em Ciências em 1988. Ele também fez mestrado em Educação na Universidade Texas A&M , em 1990. Depois que foi diagnosticado com esquizofrenia, ele recebeu o título de Ph. D da Univesidade de Greenwich. Ele tem feito um trabalho em outros graus de Newman Faculdade Teológica, Kharkov Nacional da Universidade, e a Universidade da África do Sul. Ele recebeu um título honorário de licenciatura em direito (LL.D.) da Universidade de Alberta , em 2011.

### Carreira
Ao fazer trabalho de pós-graduação em South Dakota State University, em 1986, o Dr. Mardon foi convidado para ser membro da Expedição da Antártica (1986-87) organizada pela NASA e a Fundação Nacional de Ciência. Há 170 milhas da estação Pólo Sul, a sua equipe encontrou centenas de meteoritos. Durante sua estadia na Antártica,  ele sofreu exposição às condições severas do clima, que prejudicou seus pulmões e deu-lhe uma tosse permanente. Ele recebeu a Medalha Congressional de Serviços na Antártica pelos seus esforços e riscos na missão.
Em seu retorno para Alberta, ele deu palestras sobre a Antártica na Universidade de Calgary e na Universidade de Lethbridge. Ele tentou se tornar membro da equipe de travessia do Ártico Canadense/Soviético, que foi do norte da Sibéria até a Ilha de Ellesmere, no Ártico Canadense, mas não conseguiu ingressar na expedição.
Ele fez parte da falha do meteorito de recuperação de expedição no Ártico Canadense, perto Resoluto em Territórios do Noroeste, e escreveu um artigo sobre suas conversas com os moradores e que o Inuit pensamento de meteoritos. Ele também deveria aderir a um Argentino expedição Antártica no final da década de 80, mas um incêndio na Argentina, Antártica base causou sua adesão a ser cancelado.
Uma de suas mais significativas contribuições para a ciência astronômica, foi uma série de artigos sobre a Crônica Anglo-Saxônica. A Crônica é um comentário de diferentes eventos ocorridos na Inglaterra, no período medieval. Com a ajuda de seu pai, um estudioso medieval, Dr. Mardon encontrados onze cometários mencionados na Crônica que não são mencionados em qualquer outro lugar na literatura astronômica, como duas chuvas de meteoros registradas na Crônica.
Em 1991, o Dr. Mardon foi convidado para participar de uma expedição ao Pólo Sul, patrocinado pela Sociedade de geografia da URSS. Ele viajou para Moscou e reuniu-se com alguns membros da expedição, recebendo uma estranha boa vinda, com poucas informações e acomodações estranhas. Ele logo descobriu que ele estava sob suspeita pelas autoridades e foi preso pela primeira vez pelo GRU, em seguida, pela KGB. o Dr. Mardon foi interrogado, detido por um tempo, e, então, forçado a vagar pelas ruas de Moscou com um acompanhante, que poderia ter sido tanto um espião ou guarda, como um guia. o Dr. Mardon finalmente garantiu a passagem de volta para o Canadá, depois de uma experiência angustiante em Moscou, e, eventualmente, recebeu uma carta de pedido de desculpas a partir de Moscou.
Em 1992, o Dr. Mardon foi diagnosticado com esquizofrenia. Após seu diagnóstico, ele começou a trabalhar como ativista em defesa das pessoas com doenças mentais. o Dr. Mardon tem escrito vários livros sobre o tema da doença mental, e foi agraciado com várias homenagens e prêmios por seu trabalho como defensor da saúde mental. Em 2011, o Associação Médica do Canadá, (AMC) premiou o Dr. Mardon com a Medalha de Honra AMC em reconhecimento a, "[...] pessoal contribuições para o avanço da pesquisa médica e educacional." No que diz respeito à concessão da medalha para o Dr. Mardon, o presidente da AMC, Jeff Turnbull disse: "Dr. Mardon trabalhou incansavelmente para ajudar os Canadenses a entender melhor as questões em torno das doenças mentais. Corajosamente, falou, de forma aberta, sobre suas próprias experiências. Ele está realmente fazendo a diferença em retirar as doenças mentais das sombras neste país." o Dr. Mardon recebeu o prêmio de maior prestígio em 2006, quando foi condecorado com a Ordem do Canadá.

### Não-Ficção
- A Conspectus of the Contribution of Herodotus to the Development of Geographical Thought (1990. Reprint in 2011)[13]
- A Description of the Western Isles of Scotland (1990, Translator, com Ernest Mardon)[13]
- The Alberta Judiciary Dictionary (1990, com Ernest Mardon)[13]
- International Law and Space Rescue Systems (1991)[13]
- Kensington Stone and Other Essays (1991)[13]
- A Transient in Whirl (1991)[13]
- The Men of the Dawn: Alberta Politicians from the North West Territories of the District of Alberta and Candidates for the First Alberta General Election (1991, com Ernest Mardon)[13]
- Down and Out and on the Run in Moscow (1992, com Ernest Mardon)[13]
- Alberta General Election Returns and Subsequent Byelections, 1882-1992, Documentary Heritage Society of Alberta (1993, com Ernest Mardon)[13]
- Edmonton Political Biographical Dictionary, 1882-1990: A Work in Progress (1993, com Ernest Mardon)[13]
- Biographical Dictionary of Alberta Politicians (1993, com Ernest Mardon)[13]
- Alberta Executive Council, 1905-1990 (1994, co-author)[13]
- Alone against the Revolution (1996, com  M.F. Korn)[13]
- Early Catholic Saints (1997, co-autor)[13]
- Later Christian Saints (1997, co-autor)[13]
- Childhood Memories and Legends of Christmas Past (1998, co-autor) [13]
- United Farmers of Alberta (1999, co-autor)[13]
- The Insanity Machine (2003, com Kenna McKinnon)[14]
- English Medieval Cometry References Over a Thousand Years (2008, com Ernest Mardon and Cora Herrick)[15]
- 2004 Politicians (2009, com Ernest Mardon)[16]
- A Description of the Western Isles of Scotland (2009, com Ernest Mardon)[17]
- Space Rescue Systems in the Context of International Laws (2009)[18]
- Alberta Election Returns, 1887-1994 (2010, com Ernest Mardon)[19]
- Community Place Names of Alberta (2010, com Ernest Mardon)[20]
- Alberta's Judicial Leadership (2011, com Ernest Mardon)[21]
- The Mormon Contribution to Alberta Politics (2 ed.) (2011, com Ernest Mardon)[22]
- Mapping Alberta's Political Leadership (2011, com Ernest Mardon e Joseph Harry Veres)[23]
- Alberta's Political Pioneers (2011, com Ernest Mardon)[24]
- Alberta Ethnic German Politicians (2011, com Ernest Mardon e Catherine Mardon)[25]
- Financial Stability for the Disabled (2012, com Shelley Qian e Kayle Paustian)[26]
- The Liberals in Power in Alberta 1905-1921 (2012, com Ernest Mardon)[27]
- Designed by Providence (2012, com Ernest Mardon e Claire MacMaster)[28]
- Who's Who in Federal Politics in Alberta (2012, com Ernest Mardon)[29]
- What's in a Name? (2012, com  Ernest Mardon)[30]
- History and Origin of Alberta Constituencies (2012, com Catherine Mardon)[31]
- The Conflict Between the Individual & Society in the Plays of James Bridie (2012, com Ernest Mardon)[32]
- Alberta Catholic Politicians (2012, com Ernest Mardon)[33]
- Tea with the Mad Hatter (2012, com Erin Campbell)[34]
- Lethbridge Politicians: Federal, Provincial & Civic (2 ed.) (2013, com Ernest Mardon)[35]
- Alberta Anglican Politicians (2013, com Ernest Mardon)[36]
- Political Networks in Alberta: 1905-1992 (2 ed.) (2014)[37]

### Livros infantis
- Many Christian Saints for Children (1997, co-autor)[13]
- Early Saints and Other Saintly Stories for Children (2011, com May Mardon e Ernest Mardon)[38]
- When Kitty Met the Ghost (2 ed.)  (2012, com Ernest Mardon)[39]
- The Girl Who Could Walk Through Walls  (2012, com Ernest Mardon)[40]
- Gandy and Parker Escape the Zoo: An Illustrated Adventure  (de 2013, com Catherine Mardon)[41]
- Grownup for a Week (de 2014, com Catherine Mardon, Aala Abdullahi e Agata Garbowska)[42]
- Gandy and the Cadet (2015, com Catherine Mardon)[43]
- Gandy and the Man in White (de 2016, com Catherine Mardon)[44]

## Prêmios e homenagens
- Antarctic Service Medal- US Congress(Navy)- 1987[45]
- Duke of Edinburgh Award- Bronze Level- 1987[45]
- Texas State Proclamation #51, Texas Legislature- 1988[45]
- Governor Generals Caring Canadian Award- 1996, presented 1999[46]
- Nadine Stirling Award, Canadian Mental Health Association- Alberta 1999[45]
- Flag of Hope Award, Schizophrenia Society of Canada- 2001[47]
- Distinguished Alumni Award from the University of Lethbridge- 2002[47]
- Presidents Award, Canadian Mental Health Association-Alberta- 2002[48]
- Queen Elizabeth II Golden Jubilee Medal- 2002[49]
- Alberta Centennial Medal- 2005[50]
- Ron LaJeunnesse Leadership Award, Canadian Mental Health Association- Edmonton 2005[45]
- Order of Canada, Member- October 2006, Invested- October 2007[51]
- Bill Jefferies Family Award, Schizophrenia Society of Canada- 2007[48]
- C.M. Hincks Award, Canadian Mental Health Association- National Division- 2007[48]
- Best National Editorial, Canadian Church Press- 2010 for Western Catholic Reporter article[52]
- Medal of Honour, Alberta Medical Association- October 2010[53]
- Mental Health Media Award, Canadian Mental Health Association-Alberta October 2010 for AHE Edmonton Journal articles[52]
- Honorable Kentucky Colonel- Commonwealth of Kentucky April 2011[52]
- Honorary Doctorate, L.L.D., University of Alberta-  June 10, 2011[54]
- Medal of Honour, Canadian Medical Association- August 25, 2011[55]
- Catherine & Austin Mardon CM Schizophrenia Award  permanently endowed at U of Alberta for $500 per annum 2012[56]
- Dr's Catherine & Austin Mardon CM Student Award Bursary established at Newman Theological College 2012[52]
- Queen Elizabeth II Diamond Jubilee Medal- Presented May 28, 2012[57]
- Catherine & Austin Mardon CM Schizophrenia Award endowed at Norquest College for $1,000 per annum August 2013[58]
- Honorary Doctorate, L.L.D., University of Lethbridge, June 19, 2014[59]
- Honorary Social Worker, Alberta College of Social Workers, April, 2015[60]
- Mardon was elected into the Royal Society of Canada as a Specially Elected Fellow in 2014.[61]